# Patrícia Mamona
Patrícia Mamona (São Jorge de Arroios, 21 de novembre de 1988) és una atleta portuguesa d'ascendència angolesa especialitzada en la prova del triple salt. Ha participat en 3 Olimpíades, guanyant la medalla de plata en els Jocs Olímpics de Tòquio 2020. A més, ha guanyat 2 medalles (1 d'or) en els Campionats d'Europa.

## Marques personals
| Disciplina       | Marca     | Vent     | Seu    | Data                |
| ---------------- | --------- | -------- | ------ | ------------------- |
| Triple Salt      | 15.01m NR | +1,0 m/s | Tòquio | 1 d'agost de 2021   |
| Salt de llargada | 6.40m     |          | Lisboa | 25 de gener de 2020 |

## Trajectòria internacional
| Jocs Olímpics      | Jocs Olímpics  | Jocs Olímpics | Jocs Olímpics |
| Any                | Seu            | Posició       | Prova         |
| ------------------ | -------------- | ------------- | ------------- |
| 2012               | Londres        | 13a posició   | Triple Salt   |
| 2016               | Rio de Janeiro | 9a posició    | Triple Salt   |
| 2020               | Tòquio         | 2             | Triple Salt   |
| Campionat del Món  |                |               |               |
| 2011               | Daegu          | 27a posició   | Triple Salt   |
| 2015               | Pequín         | 16a posició   | Triple Salt   |
| 2017               | Londres        | 9a posició    | Triple Salt   |
| 2019               | Doha           | 8a posició    | Triple Salt   |
| 2022               | Eugene         | 8a posició    | Triple Salt   |
| Campionat d'Europa |                |               |               |
| 2010               | Barcelona      | 8a posició    | Triple Salt   |
| 2012               | Helsinki       | 2             | Triple Salt   |
| 2014               | Zúric          | 13a posició   | Triple Salt   |
| 2016               | Amsterdam      | 1             | Triple Salt   |
| 2018               | Berlín         | 16a posició   | Triple Salt   |
| 2022               | Múnic          | 5a posició    | Triple Salt   |